# Blohm & Voss BV 222
Blohm & Voss BV 222 Wiking (něm. Viking) byl německý šestimotorový celokovový dálkový námořní průzkumný a transportní létající člun, vyvinutý v průběhu druhé světové války. Šlo o největší létající člun, který vstoupil do služby během války.

## Vznik
Letoun byl původně konstruován pro komerční dopravu pošty a cestujících přes Atlantik pro potřeby letecké společnosti Deutsche Lufthansa s kapacitou 24 sedících cestujících, nebo 16 v lůžkové úpravě. Objednávku firma Hamburger Flugzeugbau obdržela na konci roku 1936. Nová konstrukce byla označena jako Projekt 54, 19. září 1937 pak DLH objednala tři prototypy pod označením Ha 222.
Hydrodynamické vlastnosti letounu se zkoušely na modelech v Deutschen Schiffsbau-Versuchsanstalt. Na konstrukci stroje se podílel kolektiv inženýrů pod vedením šéfkonstruktéra Vogta a Schuberta, který odpovídal za aerodynamiku.
Dne 16. července 1940 vykonala delegace DLH inspekci ještě nedokončeného letounu, který byl mezitím přeznačen na BV 222. Výroba prvního exempláře byla ukončena koncem srpna 1940.

## Vývoj
První prototyp BV 222 V1 (D-ANTE) zalétal 7. září 1940 Flugkapitän Helmut Rodig. Letové test probíhaly celý podzim a zimu na Labi. Na jaře 1941 stroj vykonal několik dálkových letů. Luftwaffe tehdy navrhla, aby tyto lety sloužily zároveň jako zásobovací pro vojenské letectvo. Firma Blohm & Voss instalovala nákladová vrata a upravila vnitřek trupu pro umístění nákladu. Civilní imatrikulace byla nahrazena vojenským kódem CC+EQ. První operační nasazení se uskutečnilo 10. července 1941 z Hamburku do severonorského Kirkenesu při hranicích s Finskem. Do 19. srpna na této trase vykonal dalších sedm letů. Po technické prohlídce ve Finkenwerderu uskutečnil první prototyp 10. září 1941 let z Hamburku do Athén. Po další údržbě ve Finkenwerderu vykonal BV 222 V1 mezi 16. říjnem a 6. listopadem sedmnáct letů mezi Athénami a Dernou v Libyi. Protože neozbrojený hydroplán během zásobovacích letů musela doprovázet dvojice letounů Messerschmitt Bf 110, vrátil se BV 222 V1 v listopadu 1941 do mateřské továrny k instalaci obranné výzbroje. Ta se skládala z jednoho kulometu MG 81 Z v přídi, dvou kulometů MG 131 ráže 13 mm ve střeleckých věžích na hřbetě trupu a čtyř kulometů MG 81 Z ve střelištích na obou stranách trupu. Poté dostal V1 nový rádiový volací znak X4+AH a byl zařazen k Luft-Transport-Staffel 222. Letoun poté operoval ve Středomoří a v únoru 1943 byl zničen během přistání v athénském přístavu při nárazu na vrak potopené lodi.
Mezitím byl dokončen druhý prototyp BV 222 V2 (Werk-Nr.366, CC+ER), který byl zalétán 7. srpna 1941. V2 měl být převeden pod Fliegerführer Atlantik se stejnou výzbrojí jako V1, doplněnou dvěma střelišti umístěnými pod křídlem mezi druhou a třetí motorovou gondolou. Již v průběhu testů v Travemünde se projevil velký nárůst aerodynamického odporu, který snižoval rychlost. Tato nová střeliště s dvojicí kulometů MG 131 proto byla demontována.
Dne 28. listopadu 1941 vykonal první let třetí prototyp BV 222 V3 (Werk-Nr.439, DM+SD). Oba letouny byly zařazeny k LTS 222 a operovaly v oblasti Středozemního moře. Jejich volací znaky byly změněny na X4+BH a X4+CH.
Brzy byly dokončeny další letouny BV 222, poháněné vzduchem chlazenými hvězdicovými motory Bramo 323 R-2 Fafnir, které odpovídaly verzi A. Čtyři nové stroje nesly rovněž označení prototypů. BV 222 V4 (X4+DH), BV 222 V5 (X4+EH), BV 222 V6 (X4+EH) a BV 222 V8 (Werk-Nr.222008, X4+HH). Do stavu Luftwaffe byly zařazeny mezi 20. dubnem a 26. říjnem 1942. Tyto letouny vycházely z druhého prototypu a jejich výzbroj byla identická.
V únoru 1943 proběhlo v Lufthansa-Werf v Travemünde přezbrojení prototypů V2 a V5. Novou výzbroj, zavedenou jako standard pro ostatní BV 222, tvořil jeden kanón MG 151/20 ráže 20 mm v přední střelecké věži, dvě stejné zbraně ve střeleckých věžích na horní ploše křídla, jeden kulomet MG 131 střílející dopředu oknem na pravé straně trupu a dva dvojkulomety MG 81 Z umístěné v oknech v zadní části trupu. Pohonné jednotky byly vybaveny zařízením pro vstřik vody a metanolu pro krátkodobé zvýšení výkonu na 882 kW.
Vzhledem k ukončení bojů v severní Africe se velitelství Luftwaffe rozhodlo přemístit zbylé čtyři BV 222 na pobřeží Atlantského oceánu, kde operovaly v rámci Fliegerführer Atlantik. Pro vykonávání hlídkových letů byly letouny doplněny rádiovým a radiolokačním vybavením, které se skládalo z radaru FuG 200 Hohentwiel a přístrojů FuG 16 Z, FuG 25a a FuG 101a. Závěsník ETC 501 byl upraven pro nesení směrového radiomajáku FuG 302c Schwan. Tyto letouny vytvořily Aufklärungsstaffel See 205.
Již v roce 1939 zahájila firma Blohm & Voss úpravu draku BV 222 pro montáž vznětových motorů Junkers Jumo 208. Stroje s těmito motory měly nést označení BV 222 B. Vzhledem na prodlužující se vývoj těchto pohonných jednotek instalovali konstruktéři do letounu varianty A-0 motory Junkers Jumo 207 C. Vznikla tak další verze označená BV 222 C, jejímž prototypem byl BV 222 V7 (TB+QL), zalétaný 1. dubna 1943. Hlavňovou výzbroj doplnil další kulomet MG 131 umístěný v přední části trupu a boční dvojkulomety MG 81 Z byly nahrazeny typem MG 131. Vzhledem k nedostatečnému výkonu motorů byl letoun vybaven pomocnými startovacími raketovými motory na tuhé palivo. Posádku tvořilo 11 osob.
První letoun předsériové verze BV 222 C-09 byl 23. července 1943 zařazen do řadové služby u Aufklärungsstaffel See 222. Dne 16. srpna 1943 ho následoval prototyp V7 a v krátkých časových odstupech další stroje C-010, C-011 a C-012.
Hydroplán BV 222 C-013 představoval prototyp verze D, která měla být poháněna motory Junkers Jumo 207 D o vzletovém výkonu 1103 kW. Trvající problémy s vývojem těchto pohonných jednotek vedly k zástavbě šestiválcových motorů Jumo 207 C. Těmito motory měly být vybaveny také stroje BV 222 C-014 až C-017. Krátce nato však RLM nařídilo zastavení vývoje a výroby vznětových motorů. Společnost Blohm & Voss navrhla pro čtyři rozestavěné BV 222 C zástavbu hvězdicových čtrnáctiválců BMW 801, ale Technisches Amt tuto variantu zamítl. K dispozici tak zůstaly pouze motory Bramo 323 R-2 Fafnir, po jejichž instalaci měly být letouny označeny BV 222 E. Žádný z těchto letounů již nebyl dokončen, protože RLM v roce 1944 vyhlásilo Jägernotprogramm, který zabrzdil vývoj a výrobu všech letounů, kromě stíhacích.

## Nasazení

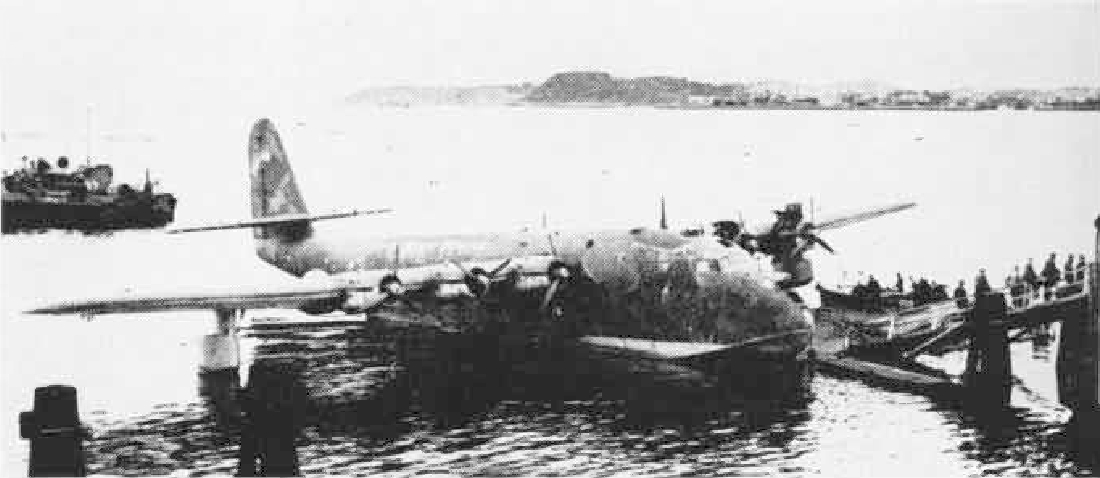
BV 222 C-012 Wiking, Trondheim, 1945

První bojovou ztrátou útvaru LTS See 222 byl BV 222 V6 sestřelený 24. listopadu 1942 během samostatného letu jižně od ostrova Pantelleria. Velitelství KG.z.b.V. 2, kterému LTS See 222 podléhala, vydalo po této ztrátě nařízení, podle něhož měly BV 222 vykonávat operační lety pouze ve formaci a v malé výšce.
I přes dodržování tohoto opatření byla formace strojů BV 222 V1, V4 a V8, která 10. prosince 1942 letěla přes Středozemní moře do Tripolisu, napadena trojicí letounů Bristol Beaufighter Royal Air Force. Prototyp V8 byl sestřelen a V4 poškozen, ale společně s V1 se mu podařilo doletět do Tripolisu. Všechny operační lety BV 222 pak byly přesunuty na noční hodiny.
Po ukončení vojenských operací v severní Africe byly letouny BV 222 přemístěny do Biscarosse na pobřeží Atlantského oceánu. Zde vytvořily Aufklärungsstaffel See 222 začleněnou do 3./Kü.Fl.Gr. 46. V červnu 1943 byly v Biscarosse zničeny stíhacími bombardéry RAF dva Wikingy V3 a V5. V říjnu byla jednotka přejmenována na 1.(F)/SAGr. 129. Pět BV 222 provádělo z přístavu Biscarosse hlídkové lety nad Atlantikem až do evakuace v červenci 1944 po spojenecké invazi ve Francii. Během jednoho z těchto letů sestřelil jeden BV 222 v říjnu 1943 britský Avro Lancaster z Coastal Command.
Na začátku roku 1944 byl BV 222 C-010 sestřelen nočními stíhači RAF. Po rozpuštění 1.(F)/SAGr. 129 v červenci 1944 přešly všechny Wikingy k transportnímu letectvu. BV 222 V2 létal v Norsku a po ukončení války byl ukořistěn Brity. Prototyp V4 byl po kapitulaci zničen vlastní posádkou v Kielu-Holtenau, stejně jako V7 v Travemünde. BV 222 C-09 rozstřílely v tomtéž přístavu letouny North American P-51 Mustang USAAF. BV 222 C-011 a C-013 ukořistila americká vojska a BV 222 C-012 17. července 1945 Britové v Trondheimu. Testován byl organizací MAAE ve Felixstowe a 201. perutí RAF v Calshotu.

## Specifikace (BV 222 C-09)
Údaje podle

### Technické údaje
- Osádka:
- Kapacita:
- Rozpětí: 46,00 m
- Délka: 36,57 m
- Výška: 10,90 m
- Nosná plocha: 255,00 m²
- Prázdná hmotnost: 30 407 kg
- Vzletová hmotnost: 48 612 kg
- Max. vzletová hmotnost: 49 000 kg
- Pohonná jednotka:

### Výkony
- Maximální rychlost ve výšce 0 m: 330 km/h
- Maximální rychlost ve výšce 5000 m: 390 km/h
- Ekonomická cestovní rychlost: 345 km/h
- Vytrvalost při rychlosti 245 km/h: 28 h
- Počáteční stoupavost: 2,4 m/s
- Doba výstupu do 6000 m: 52 min
- Dostup: 7 300 m
- Dolet: 6 100 km